# تاکه‌شی موری (گوینده)
تاکه‌شی موری (انگلیسی: Takeshi Mori; ۲ دسامبر ۱۹۵۹ – ) شخصیت‌های تلویزیونی در ژاپن اهل ژاپن بود. وی از سال ۱۹۸۳ میلادی تاکنون مشغول فعالیت بوده‌است.